# Metaniphargus laakona
Metaniphargus laakona är en kräftdjursart som först beskrevs av J. L. Barnard 1970.  Metaniphargus laakona ingår i släktet Metaniphargus och familjen Hadziidae. Inga underarter finns listade i Catalogue of Life.